# Tombokané
Tombokané fou una població del Senegal a l'est de Bakel i de Makhana la capital de Kaméra i a uns 15 km a l'oest de Kayes. És el lloc de la batalla de Tombokané de 19 d'abril de 1886 que va suposar gairebé el final del primer aixecament de Mahmadou Lamine.

## Batalla de Tombokané
El 10 d'abril Frey va començar operacions a la riba esquerra; una columna es va establir a Bougourou (manada pel comandant Combes) i una altra als gués de Diankandapé i de Tombokané. L'endemà van atacar la vila sarakhole de Bangassi. La primera columna va travessar el riu al mateix temps i la població fou ocupada quedant en mà dels auxiliars khassonkes que la van cremar. La columna va baixar llavors a Samonkidi que també fou cremada. El dia 13 foren atacades Salankounda i Gagny. Mentre la segona columna es va reunir amb la primera a Gagny; a la nit el comandant Houry va ocupar Tombokané mentre el comandant Combes avançava sobre Bukhoro, on hi havia uns 600 guerrers sarakholes que foren expulsats i al matí van entrar a la població que havia estat evacuada; llavors la columna va tornar a Gagny i va passar a la riba esquerra. L'exèrcit del marabut va patir les primeres desercions.
Frey va decidir atacar tres poblacions més: Goumbé, Guémou i Bambella; el 16 d'abril la segona columna va creuar el gué de Diankandapé i es va dirigir sobre Bambella; després d'un xoc menor a Goumbé va arribar a Guémou i va dispersar als sarakholes que la defensaven. Guémou fou cremada i van seguir fins a Bambella que va patir la mateixa sort. El mateix dia la columna va retornar a Tombokané. Mahmadou Lamine va concentrar les seves forces a Dramané, a 40 km d'allí, abandonant el setge de Bakel que mantenia i preparant-se per una batalla decisiva. Frey va establir una petita fortificació a Tombokané (a uns 12 km de Kayes a la riba esquerra del Senegal) per guardar les municions i la va reforçar durant tres dies.
El 19 d'abril les tropes sarakholes procedents de Moussala (3 km avall del riu) van començar a moure's cap a Tombokané. Mahmadou Lamine ja s'havia reunit amb els seus guerrers del Guidimakha, i reunia a la seva gent a la vora de Tombokané. La columna principal va avançar fins a uns 500 metres portant al front l'estendard verd del marabut i va iniciar l'assalt ajudada per dues columnes per les ales. Els sarakholes van patir dotzenes de baixes i la caiguda del seu estendard va ser el senyal de la derrota; es van retirar perseguits pels spahis que els van atrapar al gué de Gagny i en van matar uns quants més. El marabut va fugir cap al riu Falémé i es va retirar a Dramané. El 20 d'abril Frey va marxar cap allí i el 21 va destruir la població i la de Makhana, però Mahmadou Lamine ja havia sortit cap a Balou. Frey va calcular que el marabut no creuaria el riu cap al Guidimakha sinó que aniria a Sénoudébou per reunir forces i en tot cas anar cap al sud, i va decidir tallar-li el pas amb una columna de 260 homes que aniria a Sénoudébou, mentre la resta d'homes aniria a la desembocadura del Falémé per remuntar el riu i tancar a l'enemic per la cua.